# Ulrike Putz
Ulrike „Uli“ Putz (* 8. Mai 1965 in Lauingen) ist eine deutsche Filmproduzentin.
Ulrike Putz ist ausgebildete Fotografin. Nach einem Studium im Bereich Filmproduktion an der HFF München kam sie Mitte der 1990er-Jahre zur Produktionsfirma Claussen & Wöbke von Jakob Claussen und Thomas Wöbke. Seit 2004 fungiert sie als Geschäftsführerin der nun als Claussen & Putz firmierenden Gesellschaft. 2020 wurde sie zur Honorarprofessorin an der HFF München ernannt.
Für die Filme Lichter (2003) und Krabat (2008) wurde sie mit dem Bayerischen Filmpreis, für Heidi (2015) mit dem Deutschen Filmpreis geehrt.

## Filmografie (Auswahl)
- 1996: Nach Fünf im Urwald
- 1996: Jenseits der Stille
- 1998: 23 – Nichts ist so wie es scheint
- 2000: Crazy
- 2001: Herz im Kopf
- 2001: Was tun, wenn’s brennt?
- 2003: Lichter
- 2003: Verschwende deine Jugend
- 2004: Sommersturm
- 2006: Die Österreichische Methode
- 2006: Trade – Willkommen in Amerika
- 2008: Krabat
- 2009: Maria, ihm schmeckt’s nicht!
- 2009: 13 Semester
- 2010: Boxhagener Platz
- 2010: Keiner geht verloren
- 2010: Zimtstern und Halbmond
- 2011: Polizeiruf 110 – Denn sie wissen nicht, was sie tun
- 2012: Die Vampirschwestern
- 2012: Offroad
- 2012: Mobbing
- 2013: Das kleine Gespenst
- 2014: Das Ende der Geduld
- 2014: Im Labyrinth des Schweigens
- 2014: Die Vampirschwestern 2 – Fledermäuse im Bauch
- 2015: Heidi
- 2015: Der verlorene Bruder
- 2016: Die Vampirschwestern 3 – Reise nach Transsilvanien
- 2016: Tatort: Das Recht, sich zu sorgen
- 2016: Polizeiruf 110: Wölfe
- 2017: Zuckersand
- 2017: Die kleine Hexe
- 2018: Kalte Füße
- 2019: Meine Nachbarn mit dem dicken Hund
- 2020: Enkel für Anfänger
- 2020: Biohackers
- 2021: Tatort: Wo ist Mike?
- 2022: Der Räuber Hotzenplotz
- 2022: In falschen Händen (Fernsehfilm)
- 2022: Was man von hier aus sehen kann
- 2023: Sörensen fängt Feuer
- 2024: Querschuss
- 2025: Sturm kommt auf (Fernsehfilm)